# لويس غرينليف آدامز
لويس غرينليف آدامز (بالإنجليزية: Lewis Greenleaf Adams)‏ هو مهندس معماري أمريكي، ولد في 23 نوفمبر 1897 في لينوكس في الولايات المتحدة، وتوفي في 29 نوفمبر 1977 في مستشفى نيويورك في الولايات المتحدة.